# Hooker 'n Heat
Hooker 'N Heat je dvoj album americké bluesové skupiny Canned Heat, nahrané společně s John Lee Hookerem v květnu 1970. Album bylo vydané v lednu 1971.

## Seznam skladeb
Všechny skladby napsal John Lee Hooker pokud není uvedeno jinak.
1. "Messin' with the Hook" – 3:23
2. "The Feelin' Is Gone" – 4:32
3. "Send Me Your Pillow" – 4:48
4. "Sittin' Here Thinkin'" – 4:07
5. "Meet Me in the Bottom" – 3:34
6. "Alimonia Blues" – 4:31
7. "Driftin' Blues" (Charles Brown, Johnny Moore's Three Blazers, Eddie Williams) – 4:57
8. "You Talk Too Much" – 3:16
9. "Burnin' Hell" (Bernard Besman, Hooker) – 5:28
10. "Bottle Up and Go" – 2:27
11. "The World Today" – 7:47
12. "I Got My Eyes on You" – 4:26
13. "Whiskey and Wimmen'" – 4:37
14. "Just You and Me" – 7:42
15. "Let's Make It" – 4:06
16. "Peavine" – 5:07
17. "Boogie Chillen No. 2" – 11:33